# Alfons Stiff
Georg Gustav Alfons Maria Stiff (* 21. Februar 1843 in Gersweiler; † 24. Oktober 1917 in Mayen) war ein katholischer Priester und autodidaktischer Architekt.

## Leben
Der Sohn des Konditors Johann Nikolaus Stiff und dessen Ehefrau Elisabeth wuchs in Gersweiler (heute Saarbrücken) auf und besuchte die Gymnasien in Köln, Saarbrücken und Trier und studierte nach dem Abitur Theologie und Philosophie in Trier. Im August 1869 empfing er die Priesterweihe.
Von 1869 bis 1873 war er Kaplan in Rübenach, 1873 Pfarrer in Dümpelfeld. Im Juni 1874 wurde Stiff zu fünf Monaten Haft in Koblenz verurteilt – wegen Verstoßes gegen die Maigesetze. Stiff hatte eine Pfarrstelle angetreten, ohne dies dem zuständigen Oberpräsidenten zu melden. Im November 1874 wurde er dann zu einer weiteren zweimonatigen Haftstrafe verurteilt, weil er seine Pfarrtätigkeit nach der Entlassung illegal fortgesetzt hatte. Im folgenden Jahr wurde er erneut steckbrieflich gesucht, da er seine seelsorgerische Tätigkeit im Untergrund fortgesetzt hatte. Stiff musste nach Luxemburg und Belgien fliehen und kam über England, Schottland und Irland schließlich als Lehrer nach Südtirol und Holland. Nach Beilegung des Kulturkampfs kehrte Stiff zurück und war von 1885 bis 1890 Hilfsgeistlicher in Illerich, von 1890 bis 1902 dann Pfarrer von Oberwinter, anschließend bis 1904 Pfarrer in Westum und dann bis 1910 Pfarrer von Allenz.
Stiff beriet zahlreiche Pfarreien bei der Anschaffung von Kunst. Als Architekt erbaute er 1893 die katholische Kirche in Becherbach bei Kirn und von 1897 bis 1898 die Pfarrkirche St. Mauritius und Gefährten in Niederfischbach. Er leitete außerdem den Bau der Friedhofskapelle in Monreal und entwarf den Plan für die Pfarrkirche in Kail, die vom Generalvikariat in Trier auch genehmigt, aber von der Bezirksregierung in Trier abgelehnt wurde.
Nach seiner Pensionierung 1910 zog Stiff nach Mayen, wo er 1917 starb. Beigesetzt wurde er in Oberwinter.